# Marc Alaimo
Marc Alaimo, pseudonimo di Michael Joseph Alaimo (Milwaukee, 5 maggio 1942), è un attore statunitense, noto per il ruolo di Gul Dukat nella serie televisiva Star Trek: Deep Space Nine.

## Biografia
Marc Alaimo è un attore di teatro di formazione classica e si è esibito come parte dei Marquette University Players e del Milwaukee Repertory Theatre negli anni sessanta in qualsiasi genre, da Shakespeare ai classici, alle produzioni in prima mondiale. È stato anche membro di varie compagnie teatrali a New York e in tournée in tutti gli Stati Uniti prima di trasferirsi a Los Angeles nel 1973. Alcuni dei suoi ruoli teatrali includono Iago in Otello, Rodolpho in Uno sguardo dal ponte di Arthur Miller e Lucky in Aspettando Godot di Samuel Beckett.
Alaimo appare interpretando vari ruoli nei programmi televisivi a partire dal 1971. È apparso, principalmente in ruoli di cattivo, in serie televisive come The Doctors, Kojak, Gunsmoke, Baretta, L'uomo da sei milioni di dollari, La donna bionica,  Starsky & Hutch, Supercar, Quincy, Ralph supermaxieroe, L'incredibile Hulk, A spasso nel tempo, Walker Texas Ranger, Wonder Woman, Agenzia Rockford, Hill Street giorno e notte, Barnaby Jones e A-Team. Alaimo è apparso in alcuni film tra cui il film di fantascienza del 1984 Giochi stellari, che racconta la storia di un assassino alieno in sembianze umane; il film di Leslie Nielsen Una pallottola spuntata 33⅓ - L'insulto finale; Tango & Cash e il film del 1988 Scommessa con la morte. È anche apparso come Curtis Block nel film per la televisione Detective Conan e come agente di sicurezza su Marte nel film di Arnold Schwarzenegger Total Recall - Atto di forza.
Nel 1987 entra a far parte del franchise di fantascienza Star Trek, interpretando vari ruoli in Star Trek: The Next Generation, a partire dalla prima stagione. Ha i due primati di aver interpretato il primo Romulano in TNG, il comandante Tebok nell'episodio del 1988 La zona neutrale (The Neutral Zone), e il primo Cardassiano in assoluto nel franchise di Star Trek, Gul Macet, nell'episodio del 1991, Un uomo ferito (The Wounded). Interpreta poi l'Anticano Badar N'D'D, nell'episodio Solo in mezzo a noi (Lonely Among Us) e il personaggio di Frederick La Rouque, un giocatore di poker che parla francese con Data nell'episodio Un mistero dal passato (prima parte) (Time's Arrow). Dal 1993 Alaimo inizia a interpretare il personaggio del Cardassiano Gul Dukat nella serie Star Trek: Deep Space Nine, personaggio ricorrente che appare in 33 episodi della serie. Sempre in DS9 appare anche senza trucco nell'episodio Lontano, oltre le stelle (Far Beyond the Stars), interpretando l'ufficiale di polizia Burt Ryan, sul ponte ologrammi.
Alaimo appare anche di due episodi de I quattro della scuola di polizia. Prende inoltre parte al doppiaggio del videogioco del 2006 Call of Juarez e del suo prequel Call of Juarez: Bound in Blood, prestando la voce al pistolero Ray McCall. Nel 2010 presta la voce a The Dean nell'episodio La fonte meravigliosa (The Splendid Source) della serie animata I Griffin.
Durante la conferenza stampa alla Star Trek Las Vegas Convention nel 2015, Alaimo ha rivelato che spera ancora di lavorare come attore, ma che ha perso i contatti con l'industria cinematografica e al momento non ha nessuna agenzia a rappresentarlo. Il suo fan e collega Andrew Robinson (interprete del Cardassiano Elim Garak), che era con lui alla conferenza e stava all'epoca pianificando un suo ritorno come attore, ha espresso il suo sostegno all'attore, incoraggiandolo di apparire nuovamente.

## Vita privata
Dal suo primo matrimonio, Alaimo ha avuto un figlio, Michael Antony Alaimo, nato nel 1971, che lavora come sceneggiatore e produttore in televisione. Tra i suoi lavori: The Closer, Major Crimes, Invasion, Traveler e per aver scritto Ricatto mortale, l'episodio finale della serie televisiva Colombo. Alaimo ha avuto inoltre una figlia dal suo secondo matrimonio. Il 20 agosto 2010 ha sposato Lorie Bollinger.

## Filmografia parziale

### Attore

#### Cinema
- Dr. Black, Mr. Hyde, regia di William Crain (1976)
- Which Way Is Up?, regia di Michael Schultz (1977)
- Arizona campo 4 (Mean Dog Blues), regia di Mel Stuart (1978)
- Hardcore, regia di Paul Schrader (1979)
- A Great Ride, regia di Don Hulette (1979)
- Bastano tre per fare una coppia (Seems Like Old Times). regia di Jay Sandrich (1980)
- Giochi stellari (The Last Starfighter), regia di Nick Castle (1984)
- I cacciatori della notte (Avenging Force), regia di Sam Firstenberg (1986)
- Kenny Rogers as The Gambler, Part III: The Legend Continues, regia di Dick Lowry (1987)
- Scommessa con la morte (The Dead Pool), regia di Buddy Van Horn (1988)
- Arena, regia di Peter Manoogian (1989)
- Tango & Cash, regia di Andrey Konchalovskiy (1989)
- Atto di forza (Total Recall), regia di Paul Verhoeven (1990)
- Una pallottola spuntata 33⅓ - L'insulto finale (The Naked Gun 33⅓: The Final Insult), regia di Peter Segal (1994)
- Grizzly II: Revenge, regia di André Szöts (2020)

#### Televisione
- Somerset - serie TV (1970)
- You Are There - serie TV, 1 episodio (1971)
- The Doctors - serie TV, 51 episodi (1971-1972)
- Kojak - serie TV, 2 episodi (1973-1978)
- The Execution of Private Slovik, regia di Lamont Johnson (1974) - film TV
- Apple's Way - serie TV, episodio 1x07 (1974)
- Toma - serie TV, episodio 1x20 (1974)
- Agenzia Rockford (The Rockford Files) - serie TV, episodio 1x02 (1974)
- Gunsmoke - serie TV, episodio 20x07 (1974)
- Get Christie Love! - serie TV, episodio 1x10 (1974)
- Sulle strade della California (Police Story) - serie TV, 5 episodi (1974-1976)
- A Matter of Wife... and Death, regia di Marvin J. Chomsky (1975) - film TV
- Baretta - serie TV, 2 episodi (1975-1976)
- Barnaby Jones - serie TV, episodio 3x16 (1975)
- Matt Helm - serie TV, 1 episodio (1975)
- The Wide World of Mystery - serie TV, 1 episodio (1975)
- Poliziotto di quartiere (The Blue Knight) - serie TV, episodi 1x01-1x07 (1975-1976)
- Starsky & Hutch (Starsky and Hutch) - serie TV, episodi 1x09-2x12-3x12 (1975-1978)
- Una signora per bene (Cage Without a Key), regia di Buzz Kulik (1975) - film TV
- Joe Forrester - serie TV, episodio 1x16 (1976)
- Bel Air - La notte del massacro, regia di Tom Gries - miniserie TV, episodi 1x01-1x02 (1976)
- Mary Hartman, Mary Hartman - serie TV, episodi 1x76-1x80 (1976)
- Hunter - serie TV, episodio 1x04 (1977)
- Nel tunnel dei misteri con Nancy Drew e gli Hardy Boys (The Hardy Boys/Nancy Drew Mysteries) - serie TV, episodio 1x14 (1977)
- Kingston - Dossier paura (Kingston: Confidential) - serie TV, episodio 1x06 (1977)
- Tiger man bersaglio umano (The 3,000 Mile Chase), regia di Russ Mayberry (1977) - film TV
- L'uomo da sei milioni di dollari (The Six Million Dollar Man) - serie TV, episodi 5x01-5x02 (1977)
- La donna bionica (The Bionic Woman) - serie TV, episodio 3x06 (1977)
- Due americane scatenate (The American Girls) - serie TV, episodio 1x04 (1978)
- L'incredibile Hulk (The Incredible Hulk) - serie TV, episodi 2x08-3x04-3x22 (1978-1980)
- CHiPs - serie TV, episodi 1x16-5x08 (1978-1981)
- Kazinski (Kaz) - serie TV, episodio 1x18 (1979)
- Wonder Woman - serie TV, 2 episodi (1979)
- High Midnight, regia di Daniel Haller (1979) - film TV
- Truck Driver (B.J. and the Bear) - serie TV, episodi 2x09-2x12 (1979)
- Charlie's Angels - serie TV, episodio 4x15 (1980)
- Quincy (Quincy M.E.) - serie TV, episodio 5x14 (1980)
- The Archer: Fugitive from the Empire, regia di Nicholas Corea (1981) - film TV
- La promessa (Broken Promise), regia di Don Taylor (1981) - film TV
- The Ambush Murders, regia di Steven Hilliard Stern (1982) - film TV
- La legge di McClain (McClain's Law) - serie TV, episodio 1x14 (1982)
- Ralph supermaxieroe (The Greatest American Hero) - serie TV, episodio 2x18 (1982)
- La Fenice (The Phoenix) - serie TV, episodio 1x01 (1982)
- Supercar (Knight Rider) - serie TV, episodio 1x05 (1982)
- La banda dei sette (The Renegades) - serie TV, episodio 1x03 (1983)
- Master (The Master) - serie TV, episodio 1x11 (1984)
- Uno sceriffo in gonnella (No Man's Land), regia di Rod Holcomb (1984) - film TV
- Jessie - serie TV, episodio 1x03 (1984)
- Hardcastle & McCormick (Hardcastle and McCormick) - serie TV, episodio 2x08 (1984)
- Mike Hammer investigatore privato (Mike Hammer) - serie TV, episodio 2x10 (1984)
- New York New York (Cagney & Lacey) - serie TV, 2 episodi (1984-1988)
- A-Team (The A-Team) - serie TV, episodio 5x13 (1987)
- Hill Street giorno e notte (Hill Street Blues) – serie TV, 8 episodi (1987)
- I quattro della scuola di polizia (21 Jump Street) - serie TV, episodio 2x12 (1987)
- Star Trek: The Next Generation - serie TV, 4 episodi (1987-1992)
- Top Secret (Scarecrow and Mrs. King) – serie TV, episodio 4x15 (1987)
- Freddy's Nightmares (Freddy's Nightmares: A Nightmare on Elm Street: The Series) – serie TV, episodio 2x08 (1989)
- Paradise – serie TV, episodio 2x10 (1989)
- In viaggio nel tempo (Quantum Leap) - serie TV, episodio 3x07 (1990)
- Star Trek: Deep Space Nine - serie TV, 35 episodi (1993-1999) - Gul Dukat
- Walker Texas Ranger - serie TV, episodi 4x07-7x02 (1995-1998)
- Un detective in corsia (Diagnosis: Murder) - serie TV, episodio 3x12 (1996)

### Doppiatore
- Star Trek: Deep Space Nine - Dominion War - videogioco (2001) - Gul Dukat
- Call of Juarez - videogioco (2006)
- I Griffin (Family Guy) - serie animata, episodio 8x19 (2010)

## Teatro (parziale)
- Command Performance, regia di Clinton Atkinson, Maidman Playhouse, New York (1966)
- Any Resemblance to Persons Living or Dead, regia di Loukas Skipitaris, Gate Theatre, New York (1971)

## Riconoscimenti
- Online Film & Television Association
  - 1998 – Candidatura al miglior attore ospite in una serie in syndication per Star Trek: Deep Space Nine

## Doppiatori italiani
Nelle versioni in italiano delle opere in cui ha recitato, Marc Alaimo è stato doppiato da:
- Dario Penne in L'incredibile Hulk, Star Trek: The Next Generation (ep. 5x26)
- Paolo Poiret in Starsky & Hutch (ep. 2x12)
- Sandro Iovino in Charlie's Angels
- Franco Agostini in Bastano tre per fare una coppia
- Marco Mete in Top Secret
- Nino Prester in Star Trek: The Next Generation (ep. 4x12)
- Lucio Saccone in Tango & Cash
- Sandro Sardone in Atto di forza
- Paolo Buglioni in Star Trek: Deep Space Nine (st. 1-6)
- Stefano De Sando in Star Trek: Deep Space Nine (st. 7)
- Davide Marzi in Una pallottola spuntata 33⅓ - L'insulto finale